# Christoph Busse
Christoph Busse (* 22. Januar 1947 in Berlin) ist ein deutscher Regisseur, Komponist und Musikproduzent.

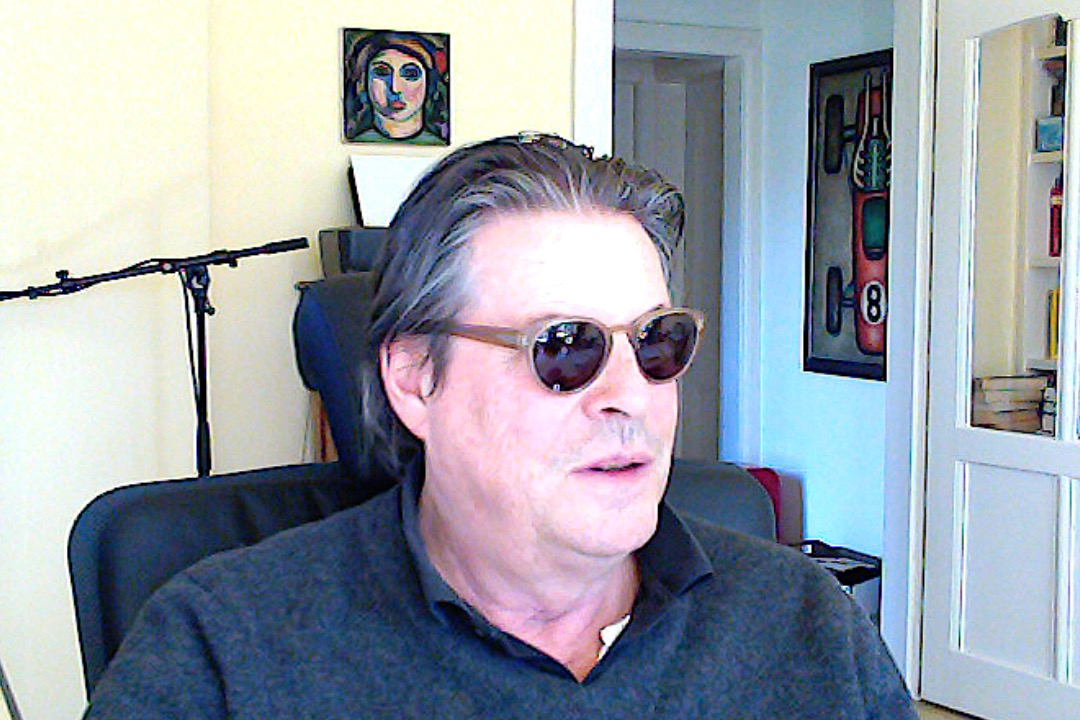
Christoph Busse (2015)

## Leben
Christoph Busse war im Jahr 1970 Gründungsmitglied der Jazzrock-Gruppe Os Mundi, in der er als Schlagzeuger fungierte. Weitere Mitglieder der Gruppe waren u. a. Udo Arndt (Musikproduzent), Mikro Rilling, Wolfgang „Buddy“ Mandler, Ludolf Kuchenbuch, Andreas Villain und Erik Spiekermann. Die Gruppe löste sich 1980 auf.
1977 war er Regisseur und Co-Autor (mit Olaf Leitner) des NDR-Fernsehfilms Saitenwechsel, der halbdokumentarisch das Leben des aus der DDR ausgewiesenen Musikers Klaus Renft erzählte. Renft von der gleichnamigen Gruppe spielte sich darin selbst und der Film zeigte den problematischen „Saiten/Seitenwechsel“ von Ost- nach Westdeutschland.
Zwischen 1982 und 1987 produzierte Busse mit dem Sänger Hans Hartz insgesamt fünf Alben, für die er den Großteil der Songs komponierte und textete. Er schrieb und produzierte Songs für Dan McCafferty (Frontmann von Nazareth), Herman van Veen, Novalis, Nana Mouskouri, Veronika Fischer, Bernd Kaczmarek, Hardy Rudolz, Speelwark und viele mehr.
Busse ist auch Autor einer Vielzahl von Drehbüchern zu der ARD-Zeichentrickserie Little Amadeus (2006).

## Diskografie (Auswahl)
Alben mit Os Mundi
- 1970: Latin Mass
- 1973: 43 Minuten

Alben mit Hans Hartz
- 1982: Sturm (Hitsingle: Die weißen Tauben sind müde)
- 1983: Gnadenlos (Nur Steine leben lang)
- 1984: Morgengrauen (Was bleibt sind die Politiker)
- 1985: Neuland Suite (Musik aus der Ferne...Dacapos im Wind)
- 1987: Verrückt Nach Dir

## Lieder für die deutsche Sesamstraße
- Rechts und links und geradeaus
- Der lange Lulatsch
- Song vom Leuchtturm-Mann
- Song vom Tagträumen
- Tenor-Sopran-Bass-Alt-Song
- Egal Song (in zwei Versionen verfilmt)
- Mundgeräusche Song
- Sonnenlied
- Monatssong
- Schlafelied
- Orchestersong („wollt ein Musiker sein“)
- Sieben Tage hat die Woche
- Freitag der 13.
- Frikadellenblues
- Erst wenn man nachdenkt, wie man’s macht
- Nieslied
- Krimskrams
- Ruderbootsong
- Zeit zum Fröhlichsein
- Schluckauftango
- Song vom Fortbewegen
- Namen, Namen, nichts als Namen
- Song vom Suchen
- Lied vom Aufmachen
- Song vom Schlafwandler
- Kinderradsong/Fahrradsong
- Song vom Vergessen
- Nachbarschaftssong
- Klingelsong
- Papageien-Lied
- Song vom Zumachen
- Der Tanzsong
- Es gibt so Leute
- Song vom Stolpern und Fallen
- Regenlied (Pendant zum Sonnenlied)
- Der Brillensong
- Das Streichquartett
- Der Schummel-Charleston
- Der traurige Clown
- Das macht man doch mit links
- Song vom Festmachen
- Globusreisen
- Windsong
- Vor vielen, vielen Jahren
- Ich geh’ nie ohne Hut
- Die Reise des Zehnmarkscheins
- Wir reisen nach Spanien
- Südfrucht Cha-cha-cha
- Ich mag Wurst (gesungen von Samson)
- Klapper Ratter Bum Bäng (gesungen von Rumpel)
- Ich träum von Gummistiefeln (gesungen von Samson)
- Urlaub auf dem Baum (gesungen von Samson)
- Schadenfreude (gesungen von Rumpel)
- Tausend bunte Luftballons (gesungen von Blümchen alias Jasmin Wagner)
- Die Alex-Erschreck-Maschine (gesungen von Rumpel)
- Brötchen Tango (gesungen von Buh)
- Deckel auf Deckel zu (gesungen von Rumpel)
- Ich helfe so gern (gesungen von Samson)
- Ich schlafe nicht (gesungen von Buh)
- Lade ich mir Gäste ein (gesungen von Samson)
- Lied vom Verzeihen (gesungen von Samson)
- Wenn ich müde bin (gesungen von Samson)